# Длъжностно лице
Длъжностно лице според легалната дефиниция в българското законодателство дадена в Наказателния кодекс е това лице, на което е възложено да изпълнява със заплата или безплатно, временно или постоянно служба в държавно учреждение (с изключение на извършващите дейност само на материално изпълнение) или ръководна работа или работа, свързана с пазене или управление на чуждо имущество в държавно предприятие, кооперация, обществена организация, друго юридическо лице или при едноличен търговец, както и на нотариус и помощник-нотариус, частен съдебен изпълнител и помощник-частен съдебен изпълнител.